# Stephan Jurichs

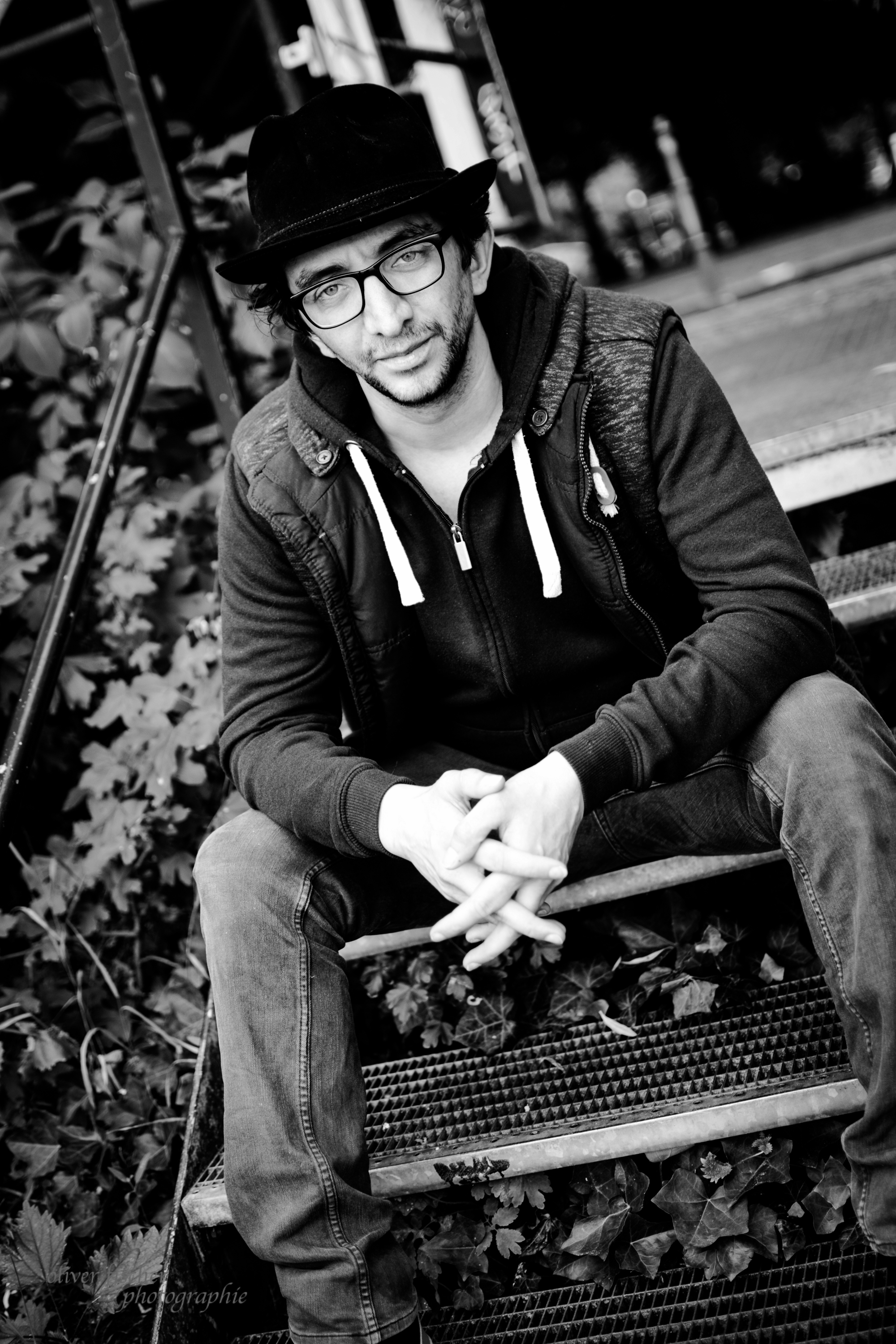
Stephan Jurichs (2016)

Stephan Jurichs (* 5. Oktober 1984 in Halle (Saale)) ist ein deutscher Schauspieler, Regisseur und Filmemacher.

## Leben
Stephan Jurichs wuchs als jüngster Sohn einer gelernten Industrieschneiderin mit vier Geschwistern auf. Mit zwölf Jahren begann er dann als am Theater in der Öffentlichkeitsabteilung und als Ausstattungsassistent und spielte im Theaterjugendclub des Thalia Theater (Halle). 
Am selbigen Theater begann er dann ein bezahltes Praktikum in der Requisite und betreute bald einzelne Stücke selbst. Auch arbeitete er neben seinem Engagement für diverse Kinderproduktionen (Organisation, Betreuung, Ensemble-Mitarbeit) eng mit der Ausstattung und den jeweiligen Regisseuren zusammen. Mit neunzehn zog er nach Berlin und fing im Theater an der Parkaue als Gastschauspieler an. 
Während seiner Zeit in Berlin arbeitete er an diversen Off-Produktionen mit und betreute und organisierte Kindertheater-Produktionen. Er studierte an der Theaterakademie Sachsen. Neben Engagements an diversen Theatern Deutschlandweit, spielte er auch in Belgien, Niederlande und London. Seit 2008 ist er Schauspieler und Regisseur für Filmproduktionen. 2010 gestaltete er für drei Monate in einem Jugendstilkaufhaus in Halle (Saale) mit Benjamin Löffler gemeinsam das Kunstprojekt Intectart. 
Stephan Jurichs besaß außerdem ein Unternehmen, welches sich darauf spezialisiert hat Kinderdarsteller zu coachen, Castings und der Betreuung am Set.
Seit 2016 hat er seine eigene Filmproduktion, in der er als Regisseur und Filmproduzent agiert.

## Filmografie
- 2016: Folie á deux Rolle: Body Regie: Zetkin Ucar
- 2006: Oskar, Regie: Matthias Albert (Kurzfilm) Rolle: Oskar
- 2004: Berlin Bohème (deutsche Fernsehserie); Rolle: Heiko Carstensen (Episodenrolle); Regie: Andreas Weiß

## Theaterstücke (Auswahl)
| Jahr    | Theaterstück           | Rolle                 | Bühne                                    |
| ------- | ---------------------- | --------------------- | ---------------------------------------- |
| 2010/11 | diverse                | Ensemblemitglied      | TheaterPACK Westwerk Leipzig             |
| 2010/12 | Mademoiselle Aubergine | Mademoiselle          | diverse Gastspiele                       |
| 2010    | Mademoiselle Aubergine | Mademoiselle          | Intectart                                |
| 2010    | Bartsch, Kindermörder  | Jürgen Bartsch (HR)   | Intectart                                |
| 2010    | Ein Sommernachtstraum  | Puck                  | schillerBühne Halle                      |
| 2009/10 | Romeo und Julia        | Mercutio              | schillerBühne halle                      |
| 2007/08 | Stillen                | Blinder Junge (HR)    | Het Toneelhuis Antwerpen (Belgien)       |
| 2007    | Bartsch, Kindermörder  | Jürgen Bartsch        | ACUD Theater Berlin, Sophiensaele Berlin |
| 2007    | Galileo Galilei        | Cosmo de Medici       | Theater an der Parkaue                   |
| 2005    | Unter den Linden       | Prinz                 | Theater an der Parkaue                   |
| 2004    | Faust. Eine Tragödie   | Faust                 | Thalia Theater (Halle)                   |
| 2003    | Die Bande              | Tom                   | Thalia Theater (Halle)                   |
| 2002    | Der Brotladen          | Chor der Arbeitslosen | Thalia Theater (Halle)                   |

## Werbung
- 2016: REAL Deal Training mit Ralf Möller R: Dennis Gansel
- 2016: Euronics Fußballspiel - Daran kommt keiner vorbei R: Claas Ortmann
- 2016: Little Lunch - Der Kuss R: David Helmut